# John Joseph Conroy

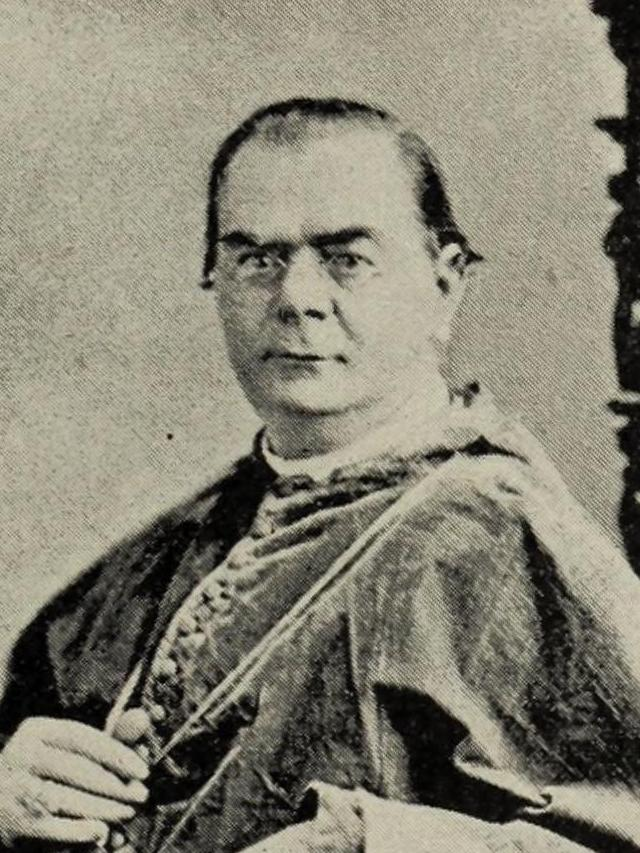
John J. Conroy (1889 veröffentlicht)

John Joseph Conroy (* 25. Juli 1819 in Clonaslee, County Laois, Irland; † 20. November 1895 in New York City, USA) war ein irischer Geistlicher und Bischof von Albany.

## Leben
John Joseph Conroy besuchte das Collège de Montréal. Anschließend studierte Conroy Philosophie und Katholische Theologie am Mount St. Mary’s Seminary in Emmitsburg und am St. John’s College in Fordham. Er empfing am 21. Mai 1842 durch den Bischof von New York, John Joseph Hughes, das Sakrament der Priesterweihe.
1843 wurde John Joseph Conroy Vizerektor des St. John’s College in Fordham. Conroy wurde 1844 Pfarrer der Pfarrei St. Joseph in Albany. Dort gründete er das Waisenhaus St. Vincent. 1857 wurde John Joseph Conroy Generalvikar des Bistums Albany.
Am 7. Juli 1865 ernannte ihn Papst Pius IX. zum Bischof von Albany. Der Erzbischof von New York, John McCloskey, spendete ihm am 15. Oktober desselben Jahres die Bischofsweihe; Mitkonsekratoren waren der Bischof von Buffalo, John Timon CM, und der Bischof von Brooklyn, John Loughlin.
John Joseph Conroy trat am 16. Oktober 1877 als Bischof von Albany zurück und Papst Leo XIII. ernannte ihn daraufhin zum Titularbischof von Curium. 
Conroy nahm am Ersten Vatikanischen Konzil teil.